# Nebula rastremata
Nebula rastremata is een vlinder uit de familie van de spanners (Geometridae). De soort is voor het eerst wetenschappelijk beschreven als Coenotephria rastremata door Emilio Turati en Giorgio Krüger in een publicatie uit 1936.
De soort komt voor in Libië.